# ISTJ
ISTJ (Introversion, Sensing, Thinking, Judgment) je jeden z šestnácti osobnostních typů podle MBTI. Je označován jako Introvertní smyslový typ usuzující s převahou myšlení.

## Stručný popis
Bývají vážní, tiší, úspěchu dosahují soustředěným úsilím a pečlivostí. Dále praktičtí, spořádaní, realističtí, logičtí a spolehliví. Pečují o to, aby všichni věděli, co mají dělat. Berou na sebe odpovědnost. Sami se rozhodují, čeho chtějí dosáhnout, a vytrvale k tomuto cíli směřují, bez ohledu na protesty či pokusy na odvedení jejich pozornosti. Svůj vnější život žijí více myšlením, vnitřní více smysly.

## Charakteristika
Správci se uplatní všude tam, kde je vyžadována svědomitost a odpovědnost. Jsou uzavření a neradi se svěřují. Dávají přednost ověřeným postupům a velmi neradi riskují. Často dosahují nadprůměrných úspěchů ve škole a snadno získávají akademické hodnosti.
Správce má vždy přehled o systémech, společnostech a hierarchiích okolo něj. Rychle odhadne, co je podle aktuálně platného systému správný postup a co naopak ne. Rebelii jakéhokoliv druhu považují za špatný nápad. Pokud chce systém změnit, vyhledá klíčové role a do těch se snaží kariérním postupem dostat, což se mu dříve nebo později podaří. Na to, aby se dostal společensky tam, kam chce, nelituje času a námahy. Prohřešky proti pravidlům netoleruje a rád se drží nejrůznějších návodů, příruček a schémat.
Lidé tohoto typu se mohou zdát někdy až příliš uzavření a strnulí, ale jejich okolí se na ně může vždy spolehnout. Jsou z nich skvělí správci, úředníci, inženýři, inspektoři nebo účetní. V práci jsou efektivní a výkonní. Jejich sklon dodržovat postupy a měnit je jen pozvolna však okolí často chápe jako byrokracii.